# 假半育耳蕨
假半育耳蕨（学名：Polystichum oreodoxa）为鳞毛蕨科耳蕨属下的一个种。

## 扩展阅读
- 維基物種上的相關：假半育耳蕨